# Didessa (distrikt i Etiopien)
Didessa är ett distrikt i Etiopien.   Det ligger i regionen Oromia, i den centrala delen av landet, 250 km väster om huvudstaden Addis Abeba.